# The Hardest Part Tour
The Hardest Part Tour es la tercera gira de conciertos de la cantante estadounidense Noah Cyrus, en apoyo de su álbum de estudio debut, The Hardest Part (2022). La gira comenzó el 4 de octubre de 2022 en Phoenix, Arizona y finalizó el 4 de noviembre de 2022 en Los Ángeles, California.

## Desarrollo
Cyrus anunció por primera vez el 8 de abril de 2022 que su álbum de estudio debut, The Hardest Part, se lanzaría el 15 de julio de 2022, con el lanzamiento de su sencillo principal «I Burned LA Down». Más tarde esa semana, anunció que se embarcaría en el The Hardest Part Tour para promocionarlo. Primero se anunciaron las fechas europeas, que incluyeron su participación en el Justice World Tour de Justin Bieber en Helsinki, Finlandia, y su actuación en los festivales Pukkelpop y Lowlands en los Países Bajos y Bélgica, respectivamente. Después del lanzamiento del segundo sencillo del álbum, «Mr. Percocet», se anunciaron las fechas para la etapa norteamericana, incluidas sus actuaciones en el Austin City Limits Music Festival en Austin, Texas.
El 28 de julio de 2022, Cyrus anunció que todas las fechas europeas se cancelaron debido a circunstancias imprevistas.

## Repertorio
1. «Noah (Stand Still)»
2. «Mr. Percocet»
3. «Unfinished»
4. «Liar»
5. Medley: «The Best Of You» / «The Worst Of You»
6. «Read to Go»
7. «All Three»
8. «My Side of the Bed»
9. «Loretta's Song»
10. «I Got So High That I Saw Jesus»
11. «Again»
12. «I Just Want a Lover»
13. «Every Beginning Ends»
14. «I Burned LA Down»
15. «Hardest Part»
16. «July»

Encore
1. «Lonely»
2. «Make Me (Cry)»
3. «The End of Everything»

## Fechas de la gira
| Norteamérica           |                  |                |                                 |      |
| 4 de octubre de 2022   | Phoenix          | Estados Unidos | Crescent Ballroom               | gigi |
| 5 de octubre de 2022   | Albuquerque      | Estados Unidos | El Rey Theater                  | gigi |
| 7 de octubre de 2022   | Austin           | Estados Unidos | Zilker Park                     | —    |
| 9 de octubre de 2022   | Houston          | Estados Unidos | House of Blues                  | gigi |
| 10 de octubre de 2022  | Oklahoma City    | Estados Unidos | Tower Theatre                   | gigi |
| 11 de octubre de 2022  | Fort Worth       | Estados Unidos | Tannahill's Tavern & Music Hall | gigi |
| 13 de octubre de 2022  | Dallas           | Estados Unidos | The Echo Lounge & Music Hall    | gigi |
| 14 de octubre de 2022  | Austin           | Estados Unidos | Zilker Park                     | —    |
| 16 de octubre de 2022  | Nashville        | Estados Unidos | Marathon Music Works            | gigi |
| 17 de octubre de 2022  | Atlanta          | Estados Unidos | Buckhead Theatre                | gigi |
| 18 de octubre de 2022  | Brooklyn         | Estados Unidos | National Sawdust                | gigi |
| 19 de octubre de 2022  | Brooklyn         | Estados Unidos | Brooklyn Steel                  | gigi |
| 20 de octubre de 2022  | Filadelfia       | Estados Unidos | Theatre of Living Arts          | gigi |
| 21 de octubre de 2022  | Washington D. C. | Estados Unidos | 9:30 Club                       | gigi |
| 22 de octubre de 2022  | Boston           | Estados Unidos | Paradise Rock Club              | gigi |
| 24 de octubre de 2022  | Montreal         | Canadá         | Le Studio Td                    | gigi |
| 25 de octubre de 2022  | Toronto          | Canadá         | The Phoenix                     | gigi |
| 27 de octubre de 2022  | Chicago          | Estados Unidos | House of Blues                  | gigi |
| 28 de octubre de 2022  | Kansas City      | Estados Unidos | The Truman                      | gigi |
| 29 de octubre de 2022  | Mineápolis       | Estados Unidos | Varsity Theater                 | gigi |
| 31 de octubre de 2022  | Denver           | Estados Unidos | Summit                          | gigi |
| 1 de noviembre de 2022 | Salt Lake City   | Estados Unidos | The Complex                     | gigi |
| 3 de noviembre de 2022 | San Francisco    | Estados Unidos | Ruby Skye                       | gigi |
| 4 de noviembre de 2022 | Los Angeles      | Estados Unidos | The Wiltern                     | gigi |

### Conciertos cancelados
| Fecha                | Ciudad        | País         | Recinto           | Motivo                     |        |
| Europa               | Europa        | Europa       | Europa            | Europa                     | Europa |
| -------------------- | ------------- | ------------ | ----------------- | -------------------------- | ------ |
| 9 de agosto de 2022  | Helsinki      | Finlandia    | Kaisaniemi Park   | Circunstancias imprevistas |        |
| 10 de agosto de 2022 | Manchester    | Reino Unido  | O2 Ritz           | Circunstancias imprevistas |        |
| 11 de agosto de 2022 | Londres       | Reino Unido  | O2 Forum          | Circunstancias imprevistas |        |
| 13 de agosto de 2022 | Dublín        | Reino Unido  | The Academy       | Circunstancias imprevistas |        |
| 14 de agosto de 2022 | Glasgow       | Reino Unido  | O2 Academy        | Circunstancias imprevistas |        |
| 16 de agosto de 2022 | Colonia       | Alemania     | Die Kantine       | Circunstancias imprevistas |        |
| 19 de agosto de 2022 | Biddinghuizen | Países Bajos | Lowlands Festival | Circunstancias imprevistas |        |
| 20 de agosto de 2022 | Kiewit        | Bélgica      | Pukkelpop         | Circunstancias imprevistas |        |
| 23 de agosto de 2022 | Berlín        | Alemania     | Columbia Theater  | Circunstancias imprevistas |        |
| 24 de agosto de 2022 | Hamburgo      | Alemania     | Docks             | Circunstancias imprevistas |        |